# Tuffi ai campionati europei di nuoto 2008
I concorsi dei tuffi ai Campionati europei di nuoto 2008 si sono svolte dal 18 al 24 marzo 2008 al Pieter van den Hoogenband Zwemstadion di Eindhoven, nei Paesi Bassi.

## Podi

### Uomini
| Evento                      | Oro                                    | Perform. | Argento                                       | Perform. | Bronzo                                                 | Perform. |
| Tuffi individuali           |                                        |          |                                               |          |                                                        |          |
| Trampolino 1m (dettagli)    | Illja Kvaša                            | 454,65   | Joona Puhakka                                 | 432,80   | Cristopher Sacchin                                     | 423,80   |
| Trampolino 3 m (dettagli)   | Dmitrij Ivanovič Sautin                | 493,70   | Illja Kvaša                                   | 468,70   | Joona Puhakka                                          | 441,80   |
| Piattaforma 10 m (dettagli) | Tom Daley                              | 491,95   | Sascha Klein                                  | 487,60   | Francesco Dell'Uomo                                    | 481,30   |
| Tuffi sincronizzati         |                                        |          |                                               |          |                                                        |          |
| Trampolino 3 m (dettagli)   | Russia Jurij Kunakov Dimitri Sautin    | 440,76   | Germania Tobias Schellenberg Andreas Wels     | 413,94   | Ucraina Dmytro Lysenko Anton Zacharov                  | 406,56   |
| Piattaforma 10 m (dettagli) | Germania Patrick Hausding Sascha Klein | 453,23   | Bielorussia Vadzim Kaptur Aljaksandr Varlamaŭ | 427,35   | Russia Konstantin Chambekov Oleg Aleksandrovič Vikulov | 426,24   |

### Donne
| Evento                      | Oro                                            | Perform. | Argento                                  | Perform. | Bronzo                                    | Perform. |
| Tuffi individuali           |                                                |          |                                          |          |                                           |          |
| Trampolino 1m (dettagli)    | Anna Lindberg                                  | 293,85   | Nóra Barta                               | 270,60   | Katja Dieckow                             | 264,15   |
| Trampolino 3 m (dettagli)   | Julija Pachalina                               | 347,40   | Katja Dieckow                            | 330,80   | Olena Fedorova                            | 319,70   |
| Piattaforma 10 m (dettagli) | Tania Cagnotto                                 | 355,35   | Julija Prokopčuk                         | 328,35   | Elina Eggers                              | 319,65   |
| Tuffi sincronizzati         |                                                |          |                                          |          |                                           |          |
| Trampolino 3 m (dettagli)   | Russia Julija Pachalina Anastasija Pozdnjakova | 327,57   | Germania Heike Fischer Ditte Kotzian     | 305,64   | Ucraina Olena Fedorova Alevtina Korolyova | 301,86   |
| Piattaforma 10 m (dettagli) | Germania Annett Gamm Nora Subschinski          | 336,68   | Ucraina Alina Chaplenko Julija Prokopčuk | 334,20   | Italia Noemi Batki Tania Cagnotto         | 323,13   |

## Medagliere
| Pos.   | Paese         | Oro | Argento | Bronzo | Totale |
| ------ | ------------- | --- | ------- | ------ | ------ |
| 1      | Russia        | 4   | 0       | 1      | 5      |
| 2      | Germania      | 2   | 4       | 1      | 7      |
| 3      | Ucraina       | 1   | 3       | 3      | 7      |
| 4      | Italia        | 1   | 0       | 3      | 4      |
| 5      | Svezia        | 1   | 0       | 1      | 2      |
| 6      | Gran Bretagna | 1   | 0       | 0      | 1      |
| 7      | Finlandia     | 0   | 1       | 1      | 2      |
| 7      | Bielorussia   | 0   | 1       | 0      | 1      |
| 7      | Ungheria      | 0   | 1       | 0      | 1      |
| Totale | Totale        | 10  | 10      | 10     | 30     |